# Elecciones parlamentarias de Cuba de 2023
Las elecciones parlamentarias indirectas en Cuba de 2023 se realizaron el 26 de marzo de dicho año para elegir a los 470 miembros de la Asamblea Nacional del Poder Popular. Fueron las primeras elecciones desde 1976 en las que no participaron ni Fidel ni Raúl Castro. Miguel Díaz-Canel sucedió a Raúl Castro, hermano y sucesor político de Fidel Castro, como Primer Secretario del Partido Comunista de Cuba el 19 de abril de 2021, marcando el final de la era de los hermanos Castro en el país.

## Antecedentes
En las elecciones parlamentarias de 2018, el 80% de los votantes votaron por la lista completa y el 20% solo por los candidatos seleccionados.

## Sistema electoral
Todos los ciudadanos cubanos que tengan al menos 18 años de edad y hayan disfrutado de plenos derechos políticos durante al menos cinco años antes de las elecciones son elegibles para presentarse a las elecciones. El 50% de los candidatos deben ser propuestos por personas del municipio y elegidos por voto directo en asambleas locales. El otro 50% de candidatos son propuestos por asambleas de postulación integradas por representantes de los trabajadores, jóvenes, mujeres, estudiantes, campesinos y miembros de los Comités de Defensa de la Revolución. La lista definitiva de candidatos, que corresponde al número de plazas a cubrir, es elaborada por la Comisión Nacional de Candidaturas teniendo en cuenta criterios como el mérito de los candidatos, el patriotismo, los valores éticos y la historia revolucionaria. El sistema electoral está diseñado para dar al ganador de la elección una mayoría. Para ser declarados electos, los candidatos deben obtener más del 50% de los votos válidos emitidos en la circunscripción en la que se presentan. Si esto no se logra, el puesto en cuestión permanece vacante a menos que el Consejo de Estado decida realizar una segunda votación.
Los votantes deben ser ciudadanos cubanos que hayan cumplido 16 años de edad que no hayan sido declarados incapacitados mentales por un tribunal o hayan cometido un delito.

## Representatividad en el sistema electoral cubano
En las recientes elecciones en Cuba, se ha cuestionado la representatividad y transparencia del proceso electoral. A pesar de que la lista de candidatos a la Asamblea Nacional del Poder Popular (ANPP) incluye nombres de todas las provincias y municipios del país, esto no garantiza una representación equitativa de todos los territorios en el Parlamento. Un análisis de los 470 candidatos para igual número de escaños revela diversas incongruencias.Muchos de los candidatos, incluyendo figuras prominentes como el primer ministro Manuel Marrero Cruz, Raúl Castro Ruz, Ramiro Valdés Menéndez, José Ramón Machado Ventura, Miguel Mario Díaz-Canel Bermúdez, Lázaro Alberto Álvarez Casas, Teresa María Amarelle Boué y Oscar Manuel Silvera Martínez, han sido nominados por provincias en las que no residen, lo que plantea dudas sobre su capacidad para representar genuinamente los intereses locales. Estos candidatos, que residen principalmente en la capital, se presentan periódicamente para la reelección en la ANPP, a pesar de su falta de conexión con las regiones que supuestamente representan.
La Ley Electoral cubana no exige que los candidatos residan en las provincias por las que son nominados, y las nominaciones son realizadas por organizaciones como la Central de Trabajadores de Cuba (CTC), el Comité de Defensa de la Revolución (CDR), la Federación de Mujeres Cubanas (FMC), entre otras, todas subordinadas al Gobierno y al Partido Comunista de Cuba (PCC), el único partido legal en el país. Esto ha llevado a cuestionar la verdadera representatividad de la sociedad cubana en las elecciones, ya que la pertenencia a estas organizaciones es en muchos casos obligatoria.Además, el proceso de selección de candidatos está fuertemente influenciado por la Comisión de Candidatura Nacional (CCN), un organismo oficialista que actúa como un filtro para asegurar que los electores solo puedan votar por candidatos preseleccionados. Este sistema ha llevado a que se cuestione la autenticidad de la democracia y transparencia en las elecciones cubanas.
La propaganda estatal insiste en la transparencia y democracia de las elecciones, alegando que el Partido no postula directamente a los candidatos. Sin embargo, la realidad muestra una falta de alternativas reales para los votantes, con candidatos que no ofrecen soluciones a los problemas económicos y sociales del país, sino que representan la continuidad del régimen.En casos donde se produce una vacante en la ANPP, el Consejo de Estado puede disponer que se elija a otro diputado, un proceso que también ha sido criticado por carecer de consultas democráticas y estar orientado a los intereses del poder. Un ejemplo reciente es el ascenso del fallecido general Luis Alberto López Calleja, quien fue elegido para representar un municipio con el que tenía poca conexión.
También tener en cuenta que las democracias liberales que se presentan como alternativa son más parecidas a concursos de popularidad y normalmente los nominados por los sistemas multipartidistas son integrantes y representan a los sectores privilegiados, como empresarios o en caso de no serlo son financiados por los mismos. Por lo mismo se debe tener en cuenta que la representación en la ANPP tiene que ver más con la realidad de las mayorías al representar a los trabajadores, número mayor en el país y en la mayoría de los países del mundo

## Resultados
El 30 de marzo fueron publicados los resultados definitivos de las elecciones:
| Opción           | Votos     | %     | Escaños |
| ---------------- | --------- | ----- | ------- |
| Lista completa   | 4 012 864 | 72,10 | -       |
| Voto selectivo   | 1 552 776 | 27,90 | -       |
| Votos positivos  | 5 565 640 | 90,28 | 470     |
| Votos en blanco  | 383 316   | 6,22  |         |
| Votos nulos      | 215 920   | 3,50  |         |
| Total            | 6 164 876 | 100   | 470     |
| Padrón electoral | 8 129 321 | 75,87 |         |
| Fuentes: Granma. |           |       |         |

| Provincia           | Votantes habilitados | Votos emitidos | Votos emitidos | Votos válidos | Votos válidos | En blanco | En blanco | Nulos   | Nulos | Votos por todos | Votos por todos | Votos selectivos | Votos selectivos |
| Provincia           | Votantes habilitados | Votos          | %              | Votos         | %             | Votos     | %         | Votos   | %     | Votos           | %               | Votos            | %                |
| ------------------- | -------------------- | -------------- | -------------- | ------------- | ------------- | --------- | --------- | ------- | ----- | --------------- | --------------- | ---------------- | ---------------- |
| Pinar del Río       | 427 317              | 345 908        | 80,95          | 306 823       | 88,70         | 28 439    | 8,22      | 10 646  | 3,08  | 225 003         | 73,33           | 81 820           | 26,67            |
| Artemisa            | 370 976              | 300 670        | 81,05          | 272 129       | 90,51         | 17 726    | 5,90      | 10 815  | 3,60  | 190 014         | 69,82           | 82 115           | 30,18            |
| La Habana           | 1 542 289            | 1 014 920      | 65,81          | 895 346       | 88,22         | 67 590    | 6,66      | 51 984  | 5,12  | 612 870         | 68,45           | 282 476          | 31,55            |
| Mayabeque           | 271 961              | 210 600        | 77,44          | 187 029       | 88,81         | 11 281    | 5,36      | 12 990  | 5,84  | 135 208         | 72,29           | 51 821           | 27,71            |
| Matanzas            | 524 673              | 440 101        | 83,88          | 404 797       | 91,98         | 20 119    | 4,57      | 15 185  | 3,45  | 283 796         | 70,11           | 121 001          | 29,89            |
| Villa Clara         | 561 575              | 438 359        | 78,06          | 390 312       | 89,04         | 29 877    | 6,82      | 18 170  | 4,15  | 288 234         | 73,85           | 102 078          | 26,15            |
| Cienfuegos          | 288 320              | 224 848        | 77,99          | 201 912       | 89,80         | 14 270    | 6,35      | 8 666   | 3,85  | 143 172         | 70,91           | 58 740           | 29,09            |
| Sancti Spíritus     | 345 077              | 271 177        | 78,58          | 243 012       | 89,61         | 18 146    | 6,69      | 10 019  | 4,69  | 178 286         | 73,37           | 64 726           | 26,63            |
| Ciego de Ávila      | 319 403              | 275 140        | 86,14          | 253 679       | 92,20         | 13 707    | 4,98      | 7 754   | 2,82  | 178 282         | 70,28           | 75 397           | 29,72            |
| Camagüey            | 557 685              | 443 087        | 79,45          | 408 134       | 92,11         | 22 107    | 4,99      | 12 846  | 2,90  | 286 899         | 70,30           | 121 235          | 29,70            |
| Las Tunas           | 389 228              | 300 302        | 77,15          | 271 076       | 90,27         | 18 460    | 6,15      | 10 766  | 3,59  | 206 561         | 76,20           | 64 515           | 23,80            |
| Holguín             | 747 725              | 544 968        | 72,88          | 492 385       | 90,35         | 37 581    | 6,90      | 15 002  | 2,75  | 357 590         | 72,62           | 134 795          | 27,38            |
| Granma              | 599 744              | 457 229        | 76,24          | 416 044       | 90,99         | 29 679    | 6,49      | 11 506  | 2,52  | 313 809         | 75,43           | 102 235          | 24,57            |
| Santiago de Cuba    | 764 426              | 587 155        | 76,81          | 534 752       | 91,08         | 38 053    | 6,48      | 14 350  | 2,44  | 398 066         | 74,44           | 136 686          | 25,56            |
| Guantánamo          | 358 761              | 265 035        | 73,88          | 246 329       | 92,94         | 13 463    | 5,08      | 5 243   | 1,98  | 182 511         | 74,09           | 63 818           | 25,91            |
| Isla de la Juventud | 60 161               | 48 106         | 79,96          | 44 330        | 92,15         | 2 978     | 6,19      | 798     | 1,66  | 34 343          | 77,47           | 9 987            | 22,53            |
| Total               | 8 129 321            | 6 167 605      | 75,85          | 5 568 089     | 90,28         | 383 476   | 6,22      | 216 040 | 3,50  | 4 014 644       | 72,10           | 1 553 445        | 27,90            |